# روسن حلاق
روسن حلاق (21 سبتمبر 1987) فنانة كوميدية أردنية، تميّزت بأدوارها الكوميدية من خلال برنامج الستاندأب الكوميدي العربي N2O Comedy  مع شركة خرابيش، وبرنامج عصفورية على قناة رؤيا الفضائية وعلى قناتها على اليوتيوب.

## نشأتها
ولدت روسن حلاق وترعرعت في مدينة عمان وهي مقرّ إقامتها، وهي الصغرى بين إخوتها. درست مراحل الدراسة الابتدائية والإعدادية والثانوية في مدارس الكلية العلمية الإسلامية، ثم التحقت بالجامعة الأردنية لدراسة تخصص الهندسة المدنية.

## مشوارها مع الكوميديا
بدأ حب روسن للكوميديا منذ طفولتها حيث كانت تعشق تقليد الأشخاص وإضحاك عائلتها وأصدقائها. ثم ازداد شغفها بالكوميديا والفكاهة والرغبة في إضحاك الآخرين حتى تمكنت من الوقوف على خشبة المسرح المدرسي على مدار 5 سنوات في المرحلة الأساسية والثانوية وحصلت على العديد من الجوائز على مستوى المملكة الأردنية الهاشمية.
وبسبب حبها الشديد للتمثيل والتقليد وإصرارها على النجاح في هذا المجال، ورغبتها الكبيرة في رسم مستقبل حافل بالإنجازات استطاعت تقديم مسلسلات هادفة اجتماعياً ودينياً بقالب كوميدي، بالإضافة للستاند أب الكوميدي N2O Comedy سواء كان ذلك من خلال المسرح أو عن طريق شاشة اليوتيوب.
أما مشوارها الكوميدي فقد بدأ بإرسال فيديو مدته دقيقة لشركة خرابيش الذين كانوا يبحثون عن مواهب جديدة واختيرت من بين 100 مشترك، وبعدها تم إطلاق أول حلقة ستاند أب على قناة اليوتيوب بتاريخ 24 أوكتوبر 2013 باسم البنات والأعراس.
شاركت روسن حلاق في برنامج كوميدي على «نتفليكس» من خلال سلسلة كوميدية بعنوان (فنانو الكوميديا في العالم) وهي سلسلة كوميدية تضم 47 ممثلاً كوميدياً من 13 منطقة من دول العالم ومن ضمنهم مجموعة من فناني الكوميديا العرب

## حياتها الأسرية
تزوجت من الفنان الكوميدي شريف الزعبي وشكلا معا ثنائياً كوميدياً، إلا أنهما انفصلا.